# 菱田盛之
菱田 盛之（ひしだ もりゆき、1966年6月23日 - ）は、日本の男性声優、ナレーター。兵庫県神戸市出身。ワイワイワイに所属していた。

## 人物
- 京都府立大学文学部卒。大学4回生の時、大平透声優ゼミナールの体験入学に参加。その後正式に同ゼミナールに入学し、卒業後に所属。声の仕事の道に入る。
- 大学卒業後、事務所所属までは高等学校の国語教師を務めていた。
- 1997年、OOVAS（オオヴァス）から有限会社ワイワイワイへと移籍、2022年に退所し、現在はフリー。
- ケンユウオフィスの附属養成所Talk back大阪校の講師を務めていた。

## 出演

### テレビ番組
- 近鉄ケーブルネットワークの情報番組（2000年代前半）

### CMナレーション
- 上新電機
- 住之江競艇場
- ソニー損害保険
- チョーヤ梅酒
- 積水ハウス
- 小林製薬「世界香路」「サカムケア」
- 読売テレビ「プロ野球スポット」
- JSBC SNOWTOWN
- 清荒神清澄寺

### 番組ナレーション
- 毎日ナマ虎! 1179。MBSタイガースライブ!（MBSラジオ）
- プライスバラエティ ナンボDEなんぼ（関西テレビ）
- どっキング48（関西テレビ・ナレーター、どっキングマの声）
- 見知らぬ関西新発見!みしらん（朝日放送）
- 雨上がり食楽部（関西テレビ）
- 走改☆車楽！（テレビ大阪）
- 助けて！きわめびと（NHK総合）

### ゲーム
時期不明
- 花の慶次（伊達家・伊達政宗、忍び・風魔小太郎）

1990年代
- 公開されなかった手記（1997年、佐伯祐二）

2000年代
- 神曲奏界ポリフォニカ（2006年、ダングイス、サモン・サーギュラント）

2010年代
- ノーブルリージュ!（2011年、ケーゼベック・ディーボルト）
- ザ・キング・オブ・ファイターズ シリーズ（2016年 - 2022年、アントノフ） - 2作品

### ラジオドラマ
- ドラマの風（MBSラジオ）

### 舞台
- 劇団文机と熊 第5回公演『志在忠益』（2024年、陳寿[5]）

### その他コンテンツ
- 広島高速交通（広域公園前駅方面行き接近放送）
- 広島高速交通（車内自動放送）
- 神戸新交通2000型電車車内啓発放送

### シリーズ一覧
1. ↑  『XIV』[3]（2016年）、『XV』[4]（2022年）